# Rogács Ferenc
Rogács Ferenc (szlovénül: Franc Rogač) (Csendlak, 1880. július 29. – Pécs, 1961. február 20.) pécsi püspök.

## Pályafutása
Szlovén nemzetiségű családban született a vendvidéki (ma Muravidék, Szlovénia) Csendlakon (Tišina). Édesapja Rogács József tissinai földműves, édesanyja a szodesinci származású Vrecsics Katalin. Teológiai tanulmányait a budapesti egyetemen végezte. 1903. június 28-án szentelték pappá. Gróf Batthyány Zsigmond családjánál volt nevelő Csendlakon, majd 1904. szeptember 5-től püspöki szertartó és szentszéki jegyző. 1907. június 22-én doktorált szintén a budapesti egyetemen.
1907. szeptember 5-től a szombathelyi szeminárium lelki igazgatójaként szolgált. 1912. augusztus 1-jén püspöki irodaigazgatóvá nevezték ki. Ugyanebben az évben alapította Szombathelyen a Katolikus Sajtóhölgybizottságot. 1920-tól 1931-ig a Katolikus Férfiliga alapító elnöke. 1921. június 29-től székesegyházi kanonok, 1926-tól pápóci perjel, 1928-tól pápai prelátus.

### Püspöki pályafutása
1948. április 28-án a frígiai Sebaste címzetes püspökévé és Pécsi koadjutor püspökké nevezték ki. Június 29-én szentelték püspökké. 1958. március 2-án, Virág Ferenc halálával lett pécsi megyés püspök.
Bár élete java részét a magyarok között élte, több évig írt szlovén kalendáriumokba és vallásos tárgyú újságokba cikkeket vend nyelven.

## Művei
- Wellhausen Hexateuch elmélete. Budapest, 1903 (a Religio különnyomata)
- Jézus gyermekkora. Budapest, 1907
- Szent Márton élete. Írta Adolphe Regnier. Ford. Szombathely, 1913 (új kiad. Budapest, 1925 [Szentek országa 7.])
- Úrnapi dal. Szövegelemző elmélkedések az Oltáriszentségről. Szombathely, 1920
- Lélekben és igazságban. Az adoráció elmélete és gyakorlata a papok használatára. Szombathely, 1948
- Jézus népe. Imakönyv Budapest, 1960
- az Euch. Értesítőben az 1920/30-as években az Eucharisztikus irodalom című rovat vezetője[3]